# Falerna
Falerna è un comune italiano di 3 888 abitanti della provincia di Catanzaro in Calabria.

## Geografia fisica
Il nucleo originario dell'abitato è arroccato a 550 metri di altitudine sulle pendici occidentali del monte Mancuso (m 1327), una delle maggiori cime del gruppo montuoso del Reventino. L'abitato è posto in posizione baricentrica rispetto alla valle del Savuto a nord, e la piana di Sant'Eufemia a sud. Separata dal nucleo originario, sorge Falerna Marina, a 8 metri s.l.m., notevole stazione turistica del Tirreno Catanzarese.

## Origini del nome
Il nome deriva da un vino prodotto dagli antichi romani in questo posto e dai suoi vigneti. Il vino si chiamava "Falerno" e da questo è nato il nome dell'attuale paese.

## Storia
Per lungo tempo il riferimento storico su Falerna ritenuto più antico è stato una bolla del novembre 1606, ripresa da padre Francesco Russo nel Regesto Vaticano per la Calabria. Tuttavia, una ricerca dello storico Armido Cario ha svelato un errore di attribuzione: l'atto, infatti, riguarderebbe Feroleto Antico e non Falerna. Ragion per cui, il primo riferimento storico risulta un incartamento per il concorso pretale del 1616. Il centro abitato di Falerna nacque, quindi, nei primi anni del Seicento, e si popolò di nuove genti a seguito del rovinoso terremoto del 1638, che colpì il Lametino e la Valle del Savuto.
Nei feudi dei d'Aquino i paesi si trovarono al centro del disastro e i danni furono ingenti. Castiglione Marittimo, l'antico feudo della famiglia, contò 101 morti e complessivamente, nello Stato feudale, i morti furono oltre 4.000.
Il terremoto colpì in una fase delicata per la famiglia d'Aquino, quando i feudatari cercavano di arrestare l'esodo della popolazione per disporre di maggiore forza lavoro da utilizzare nello sfruttamento delle campagne, al fine di acquisire ulteriori ricchezze e consolidare il prestigio all'interno della nobiltà calabrese.
L'opera di ricostruzione fu, pertanto, indispensabile, e sotto il dominio di Giovanna Battista d'Aquino, quarta principessa di Castiglione, gli sforzi per combattere la tendenza allo spopolamento portarono al centro dell'attenzione il nuovo centro abitato di Falerna.
Il villaggio si sviluppò alle falde del Monte Mancuso, in posizione ancora più elevata rispetto a Castiglione, su un territorio dove i feudatari raccolsero pastori e agricoltori provenienti dai paesi vicini, promuovendo così la trasformazione dei “pagliai” in case in muratura. Il centro crebbe rapidamente e raccolse tutti i contadini sparsi nei piani di Stia, Carito, Canne e Polpicello.
Nella “numerazione dei fuochi” delle province meridionali, Falerna compare per la prima volta nel 1648 con 32 fuochi; lo stesso anno Castiglione registrava 213 fuochi.
Nei Registri per il “Relevio” (tassa dovuta dal feudatario all'atto della prima investitura o nella successione feudale in cui avveniva il trapasso dal primo investito) Falerna figura per la prima volta nel 1636, feudatario Cornelia d'Aquino, assieme a Conflenti, Castiglione, Serrastretta, Martirano, Motta Santa Lucia, Nicastro, Zangarona.
I nuclei familiari di Falerna passarono da 32 nel 1648 a 57 nel 1669, fino ad arrivare a mille abitanti sul finire del Seicento, ivi compresi quelli di Castiglione.
I d'Aquino, trasferitisi prima a Nicastro e poi a Napoli, lasciarono la conduzione dei feudi a diversi procuratori, e nel corso del Settecento Castiglione decadde, cedendo la guida del territorio a Falerna, che nel 1783 arrivò a contare circa 800 abitanti, contro i 366 di Castiglione.
Nel 1799 muore l'ultima feudataria, Vincenzina D'Aquino Pico. Nel 1806 gli occupanti francesi aboliscono la feudalità, attraverso le cosiddette Leggi eversive della feudalità. Nel 1807, con legge del 19 gennaio, Falerna veniva riconosciuto come luogo, ossia Università, nel governo di Martirano. Col successivo riordino, disposto con decreto del 4 maggio 1811, Falerna venne riunito a Castiglione Marittimo, dando vita al comune: Castiglione mantenne il capoluogo per il primo quinquennio, in virtù del suo passato. Nel 1816, con il decreto reale del 1º maggio, n. 360, emanato da Ferdinando I delle Due Sicilie e con il conseguente riordino amministrativo, Falerna fu elevato a capoluogo, in ragione del ridotto peso demografico di Castiglione.

## Società
La comunità locale è stata duramente colpita dai fenomeni migratori che interessarono la Penisola all'inizio del XX secolo. Diverse delle 956 vittime del disastro di Monongah, la più grave sciagura mineraria mai accaduta negli Stati Uniti d'America, avvenuta il 6 dicembre 1907 a Monongah, nel Virginia Occidentale, erano emigranti provenienti da Falerna. Nel corso del 2006 il Comune di Falerna ha contribuito finanziariamente all'iniziativa della costruzione di un monumento intitolato all'eroina di Monongah, dedicato alle vedove dei minatori periti nella tragedia e situato nei pressi del Municipio della cittadina della Virginia Occidentale.

### Evoluzione demografica
Abitanti censiti

## Economia
Parte del territorio comunale è compreso nella zona di produzione del vino Scavigna DOC.

## Infrastrutture e trasporti
Falerna è servita dalla stazione omonima posta sulla ferrovia Tirrenica Meridionale. Il trasporto su gomma si serve principalmente della SS18 Tirrena Inferiore, in particolare da e verso nord, essendo la SS18 la principale arteria sul tratto di costa tirrenica tra Falerna e Castrocucco e dell’omonimo svincolo autostradale sull’autostrada A2 Salerno-Reggio Calabria.

## Amministrazione
| Periodo          | Periodo          | Primo cittadino            | Partito                                         | Carica                    | Note |
| ---------------- | ---------------- | -------------------------- | ----------------------------------------------- | ------------------------- | ---- |
| 6 giugno 1993    | 27 aprile 1997   | Antonio Cacciatore         | Partito Democratico della Sinistra              | sindaco                   |      |
| 27 aprile 1997   | 12 novembre 1998 | Antonio Cacciatore         | L'Ulivo                                         | sindaco                   |      |
| 12 novembre 1998 | 13 giugno 1999   |                            |                                                 | commissario straordinario |      |
| 13 giugno 1999   | 13 giugno 2004   | Daniele Menniti            | lista civica di centro-sinistra                 | sindaco                   |      |
| 13 giugno 2004   | 7 giugno 2009    | Daniele Menniti            | lista civica                                    | sindaco                   |      |
| 7 giugno 2009    | 25 maggio 2014   | Giovanni Costanzo          | lista civica                                    | sindaco                   |      |
| 25 maggio 2014   | 26 maggio 2019   | Giovanni Costanzo          | lista civica "Rinascita Democratica e Popolare" | sindaco                   |      |
| 26 maggio 2019   | 11 dicembre 2020 | Daniele Menniti            | lista civica "Per Fermare il Declino"           | sindaco                   |      |
| 11 dicembre 2020 | 4 ottobre 2021   | Nicoletta Francesca Pavone |                                                 | commissario straordinario |      |
| 4 ottobre 2021   | in carica        | Francesco Stella           | lista civica "Uniti per Falerna"                | sindaco                   |      |